# Hutmuseum Nürnberg
Das Hutmuseum Nürnberg ist ein Privatmuseum in Nürnberg, das sich mit der Herstellung und den Eigenschaften von Hüten beschäftigt. Es befindet sich in einer ehemaligen Hutmacherwerkstatt in der Sebalder Altstadt und gilt als das kleinste Museum Nürnbergs.

## Geschichte
1878 eröffnete der Hutmacher Johann Brömme in der Inneren Laufer Gasse seine erste Werkstatt. Nach dem Zweiten Weltkrieg expandierte das Unternehmen unter dem Namen „Hut-Brömme“ mit weiteren Filialen in Nürnberg und Erlangen. Im Stammsitz mit alter Ladeneinrichtung und Werkstatt eröffnete Horst Brömme, der Inhaber in fünfter Generation, am 3. Mai 2003 zum 125-jährigen Firmenjubiläum ein privates Hutmuseum.

## Museum
Im Rahmen der alten Ladeneinrichtung und der Werkstatt mit historischen Exponaten, die sich in einem über zwei Häuser erstreckenden Gewölbekeller befindet, wird die traditionelle Produktion von Hüten dargestellt. Hierbei wird die Geschichte des Hutes und dessen Modelle erläutert sowie dessen Produktionsprozess anhand einer Vielzahl von originalen Werkzeugen und verschiedenen Materialien aufgezeigt.